# Ion Gigurtu
Ion Gigurtu (24. juni 1886 – juli 1959) var premierminister af Rumænien i tre måneder i 1940.
Gigurtu blev medlem af det rumænske parliament i 1926 og var minister flere gange i 1930'erne. I 1950, under den kommunistiske regering, blev han anholdt og dømt til 15 års fængsel. Han døde i Râmnicu Sărat-fængsel i 1959.